# それゆけまりんちゃん
『それゆけまりんちゃん』は、小宮さなえ原作・野々村秀樹作画のエロティック漫画作品である。

## 概要
1998年より『ミスターマガジン』（講談社）に連載され、同誌の休刊後には2001年より成年誌『COMICペンギンクラブ』（辰巳出版）にて、より過激な性表現を含んだリメイク版が連載された。単行本はミスターマガジンKCより全2巻が刊行され、後に富士美コミックスより完全版が発行された。

## あらすじ
お嬢様学校に通う美少女・野々原まりんは、鳴滝博士とマリリンの「日本人保存計画」という謎の大陰謀のため、「男に奉仕する下僕」としてメイド姿に変身させられたうえ、元の姿に戻るためには男性に限りなくエッチな奉仕をして100人分の精子を集めることを命じられてしまう。

## 登場人物
野々原まりん
主人公。お嬢様学校聖マリアの園女学院に通う世間知らずの巨乳娘。言葉の語尾に「ですわ」「ますわ」など、とても丁寧な言葉遣いである。鳴滝博士の陰謀により百人分の精子を集めるよう命じられ、処女なのに男に奉仕するしもべにされてしまう。
鳴滝成美
20世紀が生んだ天才科学者の男性。強力絶倫精子を国民から収集して冷凍保存し、来たるべき日に子供を作る「日本人保存計画」の企画者でもある。ナルの笛でまりんをエッチな衣装に変化させる。あることを機にマリリンの恨みを買う。
ポンちゃん
精子吸い取り機能を持ったピンク色のスッポンロボット。まりんの性器に擬態することで、彼女は最後の一線を越えずに精子を採取できる。また、自身の大きさを変化させ、マイクロポンちゃんになることもできる。その場合はまりんのニセマンコとなり、精子を直接採取することが可能。そしてまりんは、ポンちゃん合体により増幅された快感が神経に伝達され、イキまくり状態になる。
マリリン
本名：マリリン・ウイロー。成美を敵視している科学者。
大学時代は成美に片想いしていたが、あることを機に彼を恨む。そして成美の助手になり、復讐を考えるようになる。
サウスポールワン
まりんのライバル。アメリカ人保存計画のため、マリリンが開発したアメリカ巨乳娘タイプのダッチワイフロボット。「1号」と書いてあるが、その次は無い。性器に強力なバキューム機能がついており、性交した男は精子を一滴残らず吸い取られ、ミイラ化してしまう。精子吸いとり時には「OH!ユアフレーュシュ!」と叫ぶ。エッチモードではマシュマロ皮膚、戦闘モードではマシンガンをも跳ね返す鋼鉄の皮膚へ皮膚を瞬時に変化させることができる。
野々原かれん
まりんの妹。まりんをいじめることがこよなく好きなサディスト。足先だけで男をイカすことができる。
インポ生活55年じいさん
まりん精子集めの1人目の男性。青年期に性器の小ささを女性にバカにされたことがトラウマとなり、55年間インポ生活を送っていた。その話に同情したまりんの涙が性器に当たったことで、インポが治る。
ウサギフェチ青年
ウサギがオナペットであり、それ以外には性的興奮しない青年。そのため、まりんがバニーちゃん姿に変身した時のみ性器が反応した。まりんとの性交の際、最終的にポンちゃんに精子を吸われたため、ウサギフェチからカメフェチに変わってしまった。
総務課課長
普段から、裏でOLに嫌がらせを受けている中年の男性。OL緊縛姿に変身したまりんをムチで叩き、性交をしストレスを発散した。
家出坊主
元痴漢男。痴漢していたことが身内にバレ、二度と女性に触れない誓いを立てて改心するために仏門に入るが、尼姿に変身したまりんに興奮して痴漢行為におよんでしまう。
コスプレオナニー少年
自ら女装しながら鏡を見てオナニーをする少年。正しい性教育のため、婦警姿に変身したまりんが筆おろしを行った。
股間に七つの真珠を持つ男
クラブ「シティボーイ」ナンバーワンダンサー。性器に北斗七星と同じ配列の七つの真珠を入れている。群がる女は数知れず、「北斗七真珠グラインドを目にして、股を濡らさない女はいない」と豪語している。まりんとの性交の際の奥技は「北斗百裂腰」。
炎の新体操コーチ
新体操は股間が命と決めている熱血男。まりんとの性行の際はお股の中も100点をつけた。
悲しき連続婦女暴行魔
巨チンのせいで、セックスできないことをひがむ暴行魔の青年。射精できたら暴行魔を廃業する約束を取りつけたまりんが性器にまたがり、セックスができない代わりに胸やアソコなど全身を使ったご奉仕を行ったことで、射精に成功した。まりんとサウスポールワンの100人精子早抜きバトルでは、サウスポールワンが唯一精子を抜くことができなかった相手でもある。
新婚男
奥さんの美和子ちゃんにチャイナドレスを着せてエッチする願望を持つ男。しかし、引かれてしまう可能性があるので、奥さんに着せる前にシミュレーションでまりんが奥さん役になり、お風呂で裸になりソーププレイを行う。その際「幼い顔して美和子ちゃんよりなんてでっかい胸!!」とまりんの胸のデカさを絶賛する。その後まりんがチャイナドレスを着てチャイナドレスエッチの際に精子を採取しようと試みるが、射精はかれんに横取りされてしまう。
ダッチワイフロボットまりんちゃん初号機
「日本人保存計画」がまりんだけではスローペースすぎると政府に指摘されたため、彼女のデータを基に鳴滝博士が作り出したセクサロイド。顔、乳、尻など、まりんそっくりに作られている。10秒に1回のペースで男性から精子を抜くことが可能。邪魔者撃退モードもついており、性交を止めようとする者には快感を与えず瞬間に精子を吸い取ることもできる。また、中出しされた精子は体内でマイナス180度に瞬間冷凍される。内閣閣僚会議で人体テストの際、くじびきで当たった総理がディープフェラされた後に性交を始める。名器すぎるため体位を変えて何回も中出し性交を行ったが、鳴滝博士が精子捕獲終了プログラムを起動し忘れてしまったため、ひたすら総理の精子を吸い取り続けてしまった。額にあるリセットボタンを押すとまりお君に変化し、吸い取った精子を相手にそっくり返すプログラムが作動する。まりんと同様にかれんが苦手という弱点がある。
ばあさま
『桃太郎』のパロディで登場。桃太郎が入っていると思いじいさまと大きな桃を持ち帰るが、入っていたのが桃尻娘まりんであるがために追い出そうとする。まりんが何でもするから家に居させてほしいとお願いすると、鬼ヶ島組からカメ一杯分の精子採取の指令を出す。まりんが精子採取が終わり帰宅した時に、猛烈にダッシュすると心臓麻痺を起こし昇天してしまう。
じいさま
『桃太郎』のパロディで登場。桃太郎が入っていると思いばあさまと大きな桃を持ち帰るが、入っていたのが全裸姿の桃尻娘まりんだったので、数十年ぶりに勃起をし、まりんの尻にしゃぶりついてしまう。
鬼ヶ島組
『桃太郎』のパロディで登場した、田畑を荒らして村の若い娘だけ強姦する悪党集団。桃から生まれた桃尻娘まりんが、ばあさまの若返りのためにカメ一杯分の精子採取で鬼ヶ島組に向かうが、手足を押さえ付けられ拉致されてしまう。その後乳揉みされた後に「オラオラくわえろ」と言いながら、ペニスを頬に当て強制フェラさせようとしたり、パイズリ後に顔射をする。まりんが「精子を出す時はカメにお願いします」と悲願するが、無視をして強姦されかけてしまう。しかし、かれんが途中で止めに入ってカメ一杯分の精子を採取したことで、鬼ヶ島組は壊滅した。
マグナム南斗
伝説のAV男優。普段はAV撮影現場の監督をしている。AV女優として潜入したまりんのオナニーシーンに興奮し、ハンディカメラを頭に付けて10年ぶりに男優となり、まりんとアクロバットセックスを行った。AV魂が強く、スッポンロボットポンちゃんに吸い付かれても気絶しなかった。
鳴滝ロボ
鳴滝博士が開発したダッチワイフロボット用データ収集解析マシン。鳴滝博士をダミーとして作られており、見た目そっくりになっている。胸の中に10ℓタンクが入っていて、人肌に温めたシモ印3.5牛乳を入れておくと相手の性感度に反応して精子代わりに男根から放出される。ドクターマリリンの敵討ちのためにサウスポールワンが精子採取に向かうが、ロボットであるために6時間以上性交を続けてもミイラ化しなかった。

## OVA
2001年から2003年にかけ、ピンクパイナップルから全3巻が発売された。2008年には完全版となる「それゆけまりんちゃん全集 ゴールドディスク」が発売されている。

### 主題歌
オープニングテーマ「天使のミラクル」
作詞 - さいとういんこ / 作曲 - 神津裕之 / 編曲 - 安井渉 / 歌 - 飯田あずさ
エンディングテーマ「ぜんぶ愛のため」
作詞 - 及川眠子 / 作曲 - 山口美央子 / 編曲 - 安井渉 / 歌 - 悪四季芸太&安川恭子